# Ciclul Kondratiev

Un desen schematic brut care prezintă cicluri de creștere în economia mondială în timp în conformitate cu teoria lui Kondratiev. Numele ciclului / valului și perioada (ani)

În economie, ciclurile Kondratiev (numite și super-cicluri, valuri mari, valuri lungi, valuri K sau ciclul economic lung) sunt fenomene de ciclu ipotetizate în economia mondială modernă.
Se precizează că perioada ciclurilor variază de la 40 la 60 de ani, ciclurile constând în intervale alternante de creștere sectorială ridicată și intervale de creștere relativ lentă.
Teoria ciclurilor lungi nu este acceptată de majoritatea economiștilor academici. Printre economiștii care o acceptă, există o lipsă de acord atât cu privire la cauza ciclurilor, cât și la începutul și sfârșitul anilor de cicluri particulare. Printre criticii teoriei, consensul general este că implică recunoașterea unor modele care nu există.

## Istoria conceptului
Economistul sovietic Nikolai Kondratiev (de asemenea, scris Kondratieff sau Kondratyev) a fost primul care a adus aceste observații la atenția internațională în cartea sa Ciclurile economice majore (1925) alături de alte lucrări scrise în același deceniu.   În 1939, Joseph Schumpeter a sugerat numirea ciclurilor "valurile Kondratieff" în onoarea sa. 
Doi economiști olandezi, Jacob van Gelderen și Salomon de Wolff, au susținut anterior existența ciclurilor de 50-60 de ani în 1913 și, respectiv, 1924. 
De la începutul teoriei, diferite studii au extins gama de cicluri posibile, găsind cicluri mai lungi sau mai scurte în date. Cercetătorul marxist Ernest Mandel a revigorat interesul pentru teoria ciclurilor lungi, cu eseul său din 1964, care prevedea sfârșitul perioadei de boom lung după cinci ani și în prelegerile lui Alfred Marshall din 1979. Cu toate acestea, în teoria lui Mandel nu există "cicluri" lungi, numai epoci distincte de creștere mai rapidă și mai lentă, de 20-25 de ani.     

În 1990, William Thompson de la Universitatea din Indiana a publicat lucrări și cărți de influență care documentau optsprezece valuri datând din anul 930 d.Hr. în provincia Song din China;  iar Michael Snyder a  scris: "Trebuie remarcat faptul că teoriile ciclului economic au permis unor analiști să prezică în mod corect momentul recesiunilor, vârfurilor pieței bursiere și accidentelor pieței bursiere din ultimele două decenii". 
Istoricul Eric Hobsbawm a scris, de asemenea, despre teorie: "Predicțiile bune care s-au dovedit a fi posibile pe baza undelor lungi de la Kondratiev - aceasta nu este foarte frecventă în economie - a convins mulți istorici și chiar unii economiști că există ceva în ele, chiar dacă nu știm ce ". 

## Caracteristicile ciclului
Kondratiev a identificat trei faze ale ciclului, și anume expansiunea, stagnarea și recesiunea. Mai frecvent astăzi este împărțirea în patru perioade cu un punct de cotitură (colaps) între prima și a doua fază. 
Scriind în anii 1920, Kondratiev a propus aplicarea teoriei în secolul al XIX-lea: 
- 1790-1849, cu un punct de cotitură în 1815.
- 1850-1896, cu un punct de cotitură în 1873.
- Kondratiev presupunea că în 1896 a început un nou ciclu.

Ciclul lung presupune că afectează toate sectoarele unei economii. Kondratiev sa concentrat asupra prețurilor și a ratelor dobânzilor, observând faza ascendentă, caracterizată printr-o creștere a prețurilor și a ratelor scăzute ale dobânzii, în timp ce cealaltă fază constă într-o scădere a prețurilor și a ratelor ridicate ale dobânzii. Analiza ulterioară sa concentrat asupra rezultatelor. 

## Explicații ale ciclului
Înțelegerea cauzei și efectului undelor Kondratiev este o discuție academică folositoare. Ciclurile Kondratiev prezintă atât cauzele, cât și efectele evenimentelor recurente comune în economiile capitaliste de-a lungul istoriei. Deși Kondratiev însuși a făcut o mică diferențiere între cauză și efect, punctele evidente apar în mod intuitiv. 
Cauzele documentate de valurile Kondratiev includ în primul rând inegalitatea, oportunitatea și libertățile sociale; deși foarte des, se fac mult mai multe discuții despre efectele notabile ale acestor cauze. Efectele sunt bune și rele și includ, pentru a numi doar câteva, progresul tehnologic, nașterile și revoluțiile / populismul - și cauzele care contribuie la revoluție care pot include rasismul, intoleranța religioasă sau politică, libertățile și oportunitățile eșuate, ratele de încarcerare, . 
Atunci când inechitatea este scăzută și oportunitatea este ușor accesibilă, deciziile pașnice, morale sunt preferate și " Viața Bună"  a lui Aristotel este posibilă (americanii o numesc   " Visul american "). Oportunitatea a creat inspirația și geniul simplu pentru Compactul Mayflower pentru un exemplu. Al doilea război mondial și  goana   după aur din anii 1840 au fost momente de mare oportunitate, inechitate scăzută și acest lucru a dus la un avans industrial tehnologic fără precedent. În mod alternativ, în cazul  anului 1893 cand    panica economica globala nu a  fost îndeplinita cu suficiente politici guvernamentale de distribuire de avere la nivel internațional, o duzină de revoluții majore au dus si creat, de asemenea, un efect  numit acum primul război mondial I.  Puțini ar argumenta că al doilea război mondial a început de asemenea, ca răspuns la încercările eșuate de a crea o oportunitate economică de sprijinire a politicii guvernamentale în timpul Marii Depresiuni din 1929 și Tratatul de la Primul Război Mondial din Versailles . 

### Teoria inovării tehnologice
Conform teoriei inovării, aceste valuri provin din strângerea de inovații de bază care lansează revoluții tehnologice care la rândul lor creează sectoare industriale sau comerciale importante . Ideile lui Kondratiev au fost preluate de Joseph Schumpeter în anii 1930. Teoria a emis ipoteza existenței unor cicluri macroeconomice și de preț foarte lungi, estimată inițial la 50-54 de ani. 
În ultimele decenii, s-au înregistrat progrese considerabile în economia istorică și istoria tehnologiei, precum și numeroase investigații privind relația dintre inovația tehnologică și ciclurile economice. Unele dintre lucrările care implică cercetare ciclu lung și tehnologia includ Mensch (1979), Tylecote (1991), Institutul Internațional pentru Analiza Sistemelor Aplicate (IIASA) (Marchetti, Ayres), Freeman și LOUCA (2001), Andrei Korotaev  și Carlota Perez . 
Perez (2002) plasează fazele pe o curbă logistică sau S, cu următoarele etichete: începutul unei epoci tehnologice ca o irupție, ascensiunea ca frenezie, construirea rapidă ca sinergie și finalizarea ca maturitate. 

### Teoria demografică
Deoarece oamenii au tipare relativ tipice de cheltuieli prin ciclul lor de viață, cum ar fi cheltuielile pentru școlarizare, căsătorie, cumpărarea primelor mașini, cumpărarea inițială a locuinței, îmbunătățirea achiziției la domiciliu, perioada maximă de câștiguri, economiile maxime pentru pensionare și pensionare, anomaliile demografice, exercită o influență destul de previzibilă asupra economiei pe o perioadă lungă de timp. Harry Dent a scris extensiv despre demografice și cicluri economice. Tylecote (1991) a dedicat un capitol demografiei și ciclului lung. 

### Teme speculative
Georgiștii precum Mason Gaffney, Fred Foldvary și Fred Harrison susțin că speculul de teren este forța motrice din spatele ciclului de explozie și de bust. Terenul este o resursă finită care este necesară pentru întreaga producție și susțin că, deoarece se tranzacționează drepturi exclusive de utilizare, aceasta creează bule speculative care pot fi exacerbate prin împrumuturi și împrumuturi excesive. Încă din 1997, un număr de georgiști au prezis că următorul accident va veni în 2008.  
Deflația datoriei este o teorie a ciclurilor economice care susține că recesiunile și depresiile se datorează nivelului global de diminuare a datoriilor (deflație). Prin urmare, ciclul de creditare este cauza ciclului economic. 
Teoria a fost dezvoltată de Irving Fisher ca urmare a Wall Street Crash din 1929 și a Marii Depresiuni care a urmat. Deflația datoriei a fost în mare parte ignorată în favoarea ideilor lui John Maynard Keynes în economia keynesiană, dar sa bucurat de o revigorare a interesului încă din anii 1980, atât în economia de masă, cât și în școala heterodoxă a economiei post-keynesiene și a fost ulterior dezvoltată de astfel de economiști post-keynesieni precum Hyman Minsky  și Steve Keen . 

## Modificări moderne ale teoriei lui Kondratiev
Inequity pare a fi cel mai evident motor al valurilor Kondratiev și totuși unele cercetări au prezentat o explicație a tehnologiei și a ciclului creditelor. 
Există mai multe versiuni moderne ale ciclului, deși cele mai multe se bazează pe două cauze: una pe tehnologie și cealaltă pe ciclul de credite . 
În plus, există mai multe versiuni ale ciclurilor tehnologice și sunt cel mai bine interpretate folosind curbele de difuzie ale industriilor de vârf. De exemplu, căile ferate au început doar în anii 1830, cu o creștere constantă în următorii 45 de ani. După introducerea oțelului Bessemer, căile ferate aveau cele mai mari rate de creștere. Cu toate acestea, această perioadă este de obicei etichetă vârsta de oțel. Măsurată prin valoarea adăugată, industria de frunte din SUA din 1880 până în 1920 era mașini, urmată de fier și oțel. 
Ciclurile tehnologice pot fi etichetate după cum urmează: 
- Revoluția industrială (1771)
- Vârsta aburilor și a căilor ferate (1829)
- Vârsta de oțel și grele de inginerie (1875)
- Vârsta petrolului, electricitatea, producția de automobile și de masă (1908)
- Epoca informației și telecomunicațiilor (1971)

Orice influență a tehnologiei în timpul ciclului care a început în Revoluția Industrială se referă în principal la Anglia. SUA a fost un producător de mărfuri și a fost mai mult influențată de prețurile materiilor prime agricole. A existat un ciclu al prețurilor mărfurilor, bazat pe creșterea consumului, cauzând provizii stricte și creșterea prețurilor. Aceasta a permis achiziționarea de noi terenuri la vest și după patru sau cinci ani care urmau să fie eliminate și să fie în producție, ducând la scăderea prețurilor și provocând o depresie ca în 1819 și 1839.  Până în anii 1850, SUA deveneau industrializate. 

### Alți cercetători
Mai multe articole despre relația dintre tehnologie și economie au fost scrise de cercetători de la Institutul Internațional de Analiză a Sistemelor Aplicate (IIASA). O versiune concisă a ciclurilor Kondratiev poate fi găsită în lucrarea lui Robert Ayres (1989), în care oferă o imagine de ansamblu istorică a relațiilor dintre cele mai semnificative tehnologii.  Cesare Marchetti a publicat pe valurile Kondretiev și despre difuzarea inovațiilor.   Cartea lui Arnulf Grübler (1990) oferă o explicație detaliată a difuzării infrastructurilor, inclusiv a canalelor, a căilor ferate, a autostrăzilor și a companiilor aeriene, constatând că principalele infrastructuri au puncte medii distanțate în timp, corespunzând lungimilor de undă K de 55 de ani. secol pentru a finaliza. Grübler consacră un capitol valului economic lung.  În 1996, Giancarlo Pallavicini a publicat raportul dintre lunga undă Kondratiev și tehnologia informației și comunicarea. 
Korotayev și colab. recent a utilizat analiza spectrală și a susținut că a confirmat prezența undelor Kondratiev în dinamica mondială a PIB la un nivel acceptabil de semnificație statistică.   Korotayev și colab. de asemenea, a detectat cicluri mai scurte de afaceri, datând Kuznets la aproximativ 17 ani și numindu-l a treia armonică a Kondratiev, ceea ce înseamnă că există trei cicluri Kuznets pe Kondratiev. 
Leo A. Nefiodow arată că al cincilea Kondratieff sa încheiat cu criza economică globală din 2000-2003, în timp ce noul, șasea Kondratieff a început simultan.  Potrivit lui Leo A. Nefiodow, purtătorul acestui nou ciclu lung va fi sănătatea într-un sens holistic - inclusiv aspectele sale fizice, psihologice, mentale, sociale, ecologice și spirituale; inovațiile de bază ale celui de-al șaselea Conradtief sunt "sănătatea psihosocială" și "biotehnologia". 
Mai recent, fizicianul și cercetătorul de sisteme Tessaleno Devezas a avansat un model cauzal pentru fenomenul cu valuri lungi bazat pe un model de învățare de generare  și un comportament dinamic neliniar al sistemelor informatice.  În ambele lucrări este prezentată o teorie completă care conține nu numai explicația pentru existența undelor K, dar și pentru prima dată o explicație pentru calendarul unui K-Wave (≈60 ani = două generații). 
O modificare specifică a teoriei ciclurilor Kondratieff a fost dezvoltată de Daniel Šmihula . Šmihula a identificat șase-valuri lungi din cadrul societății moderne și economia capitalistă, fiecare dintre care a fost inițiată printr - o revoluție tehnologică specifică: 
- 1. Valul revoluției financiare-agricole (1600-1780)
- 2. Valul revoluției industriale (1780-1880)
- 3. Valul revoluției tehnice (1880-1940)
- 4. Valul revoluției științifico-tehnice (1940-1985)
- 5. Valul revoluției în domeniul informațiilor și telecomunicațiilor (1985-2015)
- 6. Valul ipotetic al revoluției tehnologice post-informatice (Internetul lucrurilor / tranziția energiei regenerabile?) (2015-2035? )

Spre deosebire de Kondratieff și Schumpeter, Šmihula credea că fiecare ciclu nou este mai scurt decât predecesorul său. Stresul său principal este pus pe progresul tehnologic și pe noile tehnologii ca factori decisivi ai oricărei dezvoltări economice de lungă durată. Fiecare dintre aceste valuri are o fază de inovare descrisă ca o revoluție tehnologică și o fază de aplicare în care scade numărul de inovații revoluționare, iar atenția se concentrează pe exploatarea și extinderea inovațiilor existente. De îndată ce devine disponibilă o inovație sau o serie de inovații, devine mai eficient să se investească în adoptarea, extinderea și utilizarea acesteia decât în crearea de noi inovații. Fiecare val de inovații tehnologice poate fi caracterizat de aria în care au avut loc schimbările cele mai revoluționare ("sectoarele principale"). 
Fiecare val de inovații durează aproximativ până când profiturile din noua inovație sau sector se situează la nivelul altor sectoare mai vechi și mai tradiționale. Este o situație în care noua tehnologie, care inițial a crescut capacitatea de a utiliza noi surse din natură, a atins limitele sale și nu este posibilă depășirea acestei limite fără aplicarea unei alte tehnologii noi. 
Pentru sfârșitul unei faze de aplicare a oricărui val există o tipică criză economică și stagnare . Criza economică în perioada 2007-2010 este rezultatul apropierii viitoare a "valului revoluției tehnologice în domeniul informațiilor și telecomunicațiilor". Unii autori au început să prezică ceea ce ar putea fi cel de-al șaselea val, cum ar fi James Bradfield Moody și Bianca Nogrady, care prognozează că va fi condus de eficiența resurselor și tehnologia curată .  Pe de altă parte, Šmihula însuși consideră valurile de inovații tehnologice în epoca modernă (după 1600 d.Hr.) doar ca parte a unui "lanț" mult mai lung al revoluțiilor tehnologice care se întorc în epoca pre-modernă.  Aceasta înseamnă că el crede că putem găsi cicluri economice lungi (analogice cu ciclurile Kondratiev în economia modernă) dependente de revoluțiile tehnologice chiar și în Evul Mediu și în epoca antică . 

## Critica ciclurilor lungi

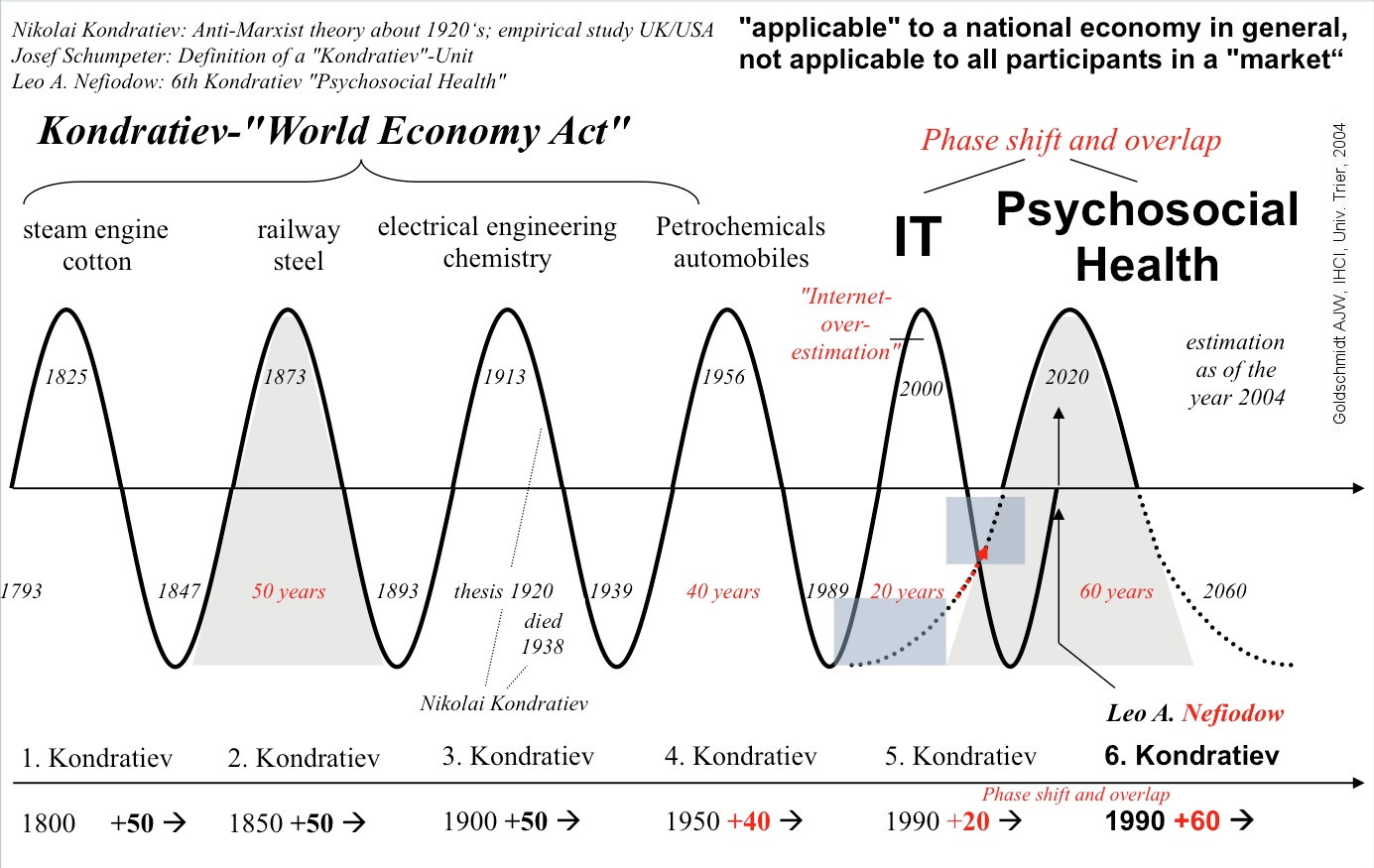
Kondratiev valuri asociate cu câștigurile în IT și de sănătate cu schimbare de fază și suprapunere, Andreas JW Goldschmidt, 2004

Teoria valurilor lungi nu este acceptată de mulți economiști academici. Cu toate acestea, este important pentru economia bazată pe inovare, dezvoltare și evoluție . Cu toate acestea, printre economiștii care o acceptă, nu a existat niciun acord universal formal cu privire la standardele care ar trebui să fie utilizate universal pentru a introduce începutul și ultimii ani pentru fiecare val. Acordul dintre începutul și sfârșitul anilor poate fi de la +1 la 3 ani pentru fiecare ciclu de 40-65 de ani. 
Economistul de sănătate și biostatisticianul Andreas JW Goldschmidt au căutat modele și au propus o schimbare de fază și o suprapunere a așa-numitelor cicluri Kondratiev de IT și sănătate (arătat în figură). El a susținut că fazele de creștere istorică în combinație cu tehnologiile-cheie nu implică în mod necesar existența unor cicluri regulate în general. Goldschmidt este de părere că diferitele inovații fundamentale și stimulii lor economici nu se exclud reciproc, deoarece variază în mare parte în timp și beneficiile lor nu se aplică tuturor participanților pe piață. 

## Vezi si
- Cicluri de afaceri
- Clustering iluzia
- Grand supercycle (teoria undelor lui Ralph Nelson Elliott )
- Joshua S. Goldstein
- Kuzneți leagăn
- Tendințele pieței
- Martin A. Armstrong
- A doua revoluție industrială
- Smihula valuri
- Expansiune val
- Revoluția tehnologică

## Citirea ulterioară
- Barnett, Vincent (1998). Kondratiev and the Dynamics of Economic Development. London: Macmillan. ISBN 978-0-312-21048-9.
- Beaudreau, Bernard C. (1996). Mass Production, the Stock Market Crash and the Great Depression. New York, Lincoln, Shanghi: Authors Choice Press.
- Cheung, Edward (2007) [1995]. Baby Boomers, Generation X and Social Cycles, Volume 1: North American Long-waves (PDF). Toronto: Longwave Press. ISBN 978-1-896330-00-6.
- Devezas, Tessaleno (2006). Kondratieff Waves, Warfare and World Security. Amsterdam: IOS Press. ISBN 978-1-58603-588-4.
- Freeman, Chris; Louçã, Francisco (2001). As Time Goes By. From the Industrial Revolutions to the Information Revolution. Oxford: Oxford University Press. ISBN 978-0-19-924107-1.
- Goldstein, Joshua (1988). Long Cycles: Prosperity and War in the Modern Age. New Haven: Yale University Press. ISBN 978-0-300-03994-8.
- Grinin, L.; Munck, V. C. de; Korotayev, A. (2006). History and mathematics: Analyzing and Modeling Global Development. Moscow: URSS. ISBN 978-5-484-01001-1.
- Grinin, L., Korotayev, A. and Tausch A. (2016) Economic Cycles, Crises, and the Global Periphery. Springer International Publishing, Heidelberg, New York, Dordrecht, London, ISBN: 978-3-319-17780-9; https://www.springer.com/de/book/9783319412603
- Hobsbawm, Eric (1999). Age of Extremes: The Short Twentieth Century 1914–1991. London: Abacus. ISBN 978-0-349-10671-7.
- Korotayev; Andrey, V.; Tsirel, Sergey V. (2010). „A Spectral Analysis of World GDP Dynamics: Kondratieff Waves, Kuznets Swings, Juglar and Kitchin Cycles in Global Economic Development, and the 2008–2009 Economic Crisis”. Structure and Dynamics. 4 (1): 3–57.
- Kohler, Gernot; Chaves, Emilio José (2003). Globalization: Critical Perspectives. Hauppauge, New York: Nova Science Publishers. ISBN 978-1-59033-346-4. With contributions by Samir Amin, Christopher Chase Dunn, Andre Gunder Frank, Immanuel Wallerstein.
- Lewis, W. Arthur (1978). Growth and Fluctuations 1870–1913. London: Allen & Unwin. pp. 69–93. ISBN 978-0-04-300072-4.
- Mandel, Ernest (1964). „The Economics of Neocapitalism”. The Socialist Register.
- Mandel, Ernest (1980). Long waves of capitalist development: the Marxist interpretation. New York: Cambridge University Press. ISBN 978-0-521-23000-1.
- McNeil, Ian (1990). An Encyclopedia of the History of Technology. London: Routledge. ISBN 978-0-415-14792-7.
- Marchetti, Cesare (1986). „Fifty-Year Pulsation in Human Affairs, Analysis of Some Physical Indicators”. Futures. 18 (3): 376–388. doi:10.1016/0016-3287(86)90020-0.
- Modis, Theodore (1992). Predictions: Society's Telltale Signature Reveals the Past and Forecasts the Future. New York: Simon & Schuster. ISBN 978-0-671-75917-9.
- Nyquist, Jeffrey (2007). „Cycles of History, Boom and Bust”. San Diego: Financial Sense. Arhivat din original la 10 ianuarie 2009. Accesat în 23 aprilie 2019. Weekly Column from 11.09.2007 predicting a major turning-point between 2007 and 2009 and the start of a Great Depression.
- Nefiodow, Leo A. & Simone (2014). The Sixth Kondratieff. The New Long Wave of the Global Economy. Charleston. ISBN 978-1-4961-4038-8.
- Giancarlo, Pallavicini (1996). La teorizzazione dei cicli lunghi dell'economia, secondo Kondratiev, e l'informatica e la comunicazione. Agrigento: Accademia di Studi Mediterranei Press.
- Rothbard, Murray (1984). The Kondratieff Cycle: Real or Fabricated?. Ludwig von Mises Institute.
- Silverberg, Gerald; Verspagen, Bart (2000). Breaking the Waves: A Poisson Regression Approach to Schumpeterian Clustering of Basic Innovations. Maastricht: MERIT. Arhivat din original la 24 iulie 2011. Accesat în 23 aprilie 2019.
- Šmihula, Daniel (2009). The waves of the technological innovations of the modern age and the present crisis as the end of the wave of the informational technological revolution. Bratislava: in Studia politica Slovaca, 1/2009 SAS. pp. 32–47. Arhivat din original la 23 septembrie 2015. Accesat în 23 aprilie 2019.
- Šmihula, Daniel (2011). Long waves of technological innovations. Bratislava: in Studia politica Slovaca, 1/2011 SAS. pp. 50–69. Arhivat din original la 1 martie 2021. Accesat în 23 aprilie 2019.
- Solomou, Solomos (1989). Phases of Economic Growth, 1850–1973: Kondratieff Waves and Kuznets Swings. Cambridge: Cambridge University Press. ISBN 978-0-521-33457-0.
- Tausch, Arno; Ghymers, Christian (2007). From the 'Washington' Towards a 'Vienna Consensus'? A Quantitative Analysis on Globalization, Development and Global Governance. Hauppauge, New York: Nova Science Publishers. ISBN 978-1-60021-422-6.
- Tausch, Arno (2013). The Hallmarks of Crisis: A New Center-Periphery Perspective on Long Cycles. Connecticut: REPEC/IDEAS.
- Turchin, Peter (2006). History & Mathematics: Historical Dynamics and Development of Complex Societies. Moscow: KomKniga. ISBN 978-5-484-01002-8.
- The Kondratieff Wave. Dell Publishing Co. Inc. New York, N.Y., USA. 1972. p. 198. Arhivat din original la 23 septembrie 2015. Accesat în 23 aprilie 2019.
- Shuman, James B.; Rosenau, David (1972). The Kondratieff Wave. The Future of America Until 1984 and Beyond. New York: Dell. This book provides the history of the many ups and downs of the economies.
- Tylecote, Andrew (1991). The Long Wave in the World Economy: The Current Crisis in Historical Perspective. London and New York: Routledge.
- Kondratieff Waves almanac